# Uspachus andinus
Uspachus andinus är en spindelart som först beskrevs av Władysław Taczanowski 1878.  Uspachus andinus ingår i släktet Uspachus och familjen hoppspindlar. Inga underarter finns listade i Catalogue of Life.